# Politikens filmjournal 109
|  | Denne artikel er oprettet af botten Steenthbot ud fra en ekstern database. Den kan derfor have sproglige fejl eller mangler. Denne skabelon kan fjernes efter kontrol af indholdet. |

Politikens filmjournal 109 er en dansk dokumentarisk optagelse fra 1951.

## Handling
1) 4. Maj-Kollegiet i København indvies. Kongeparret, professor Inger Ege og Frihedsfondens formand P.M. Daell er blandt deltagerne.

2) USA: Fredspagten med Japan underskrives i San Francisco. Udenrigsministre fra Frankrig, England og USA ses underskrive traktaten. Japans premiereminister er den sidste, som sætter sin signatur.

3) Europa-toget er kommet til Østerport Station. Toget fungerede som en udstilling, og dens opgave var at skabe propaganda for et samarbejdende Europa. Indenrigsminister Aksel Møller åbner udstillingen. Blandt gæsterne ses bl.a. USA's ambassadør Mrs. Eugenie Anderson, overborgmester H.P. Sørensen og tidligere minister Frode Jacobsen.

4) Norge: Fodboldlandskamp Norge-Danmark afvikles på Ullevaal Stadion i Oslo. 35.000 fremmødte ser værtsholdet vinde 2-0.

5) Sverige: Dansk dobbeltsejr i svensk 6-dages landevejsløb.

6) USA: Bokseren Sugar Ray Robinson bliver atter verdensmester i mellemvægt.

7) England: Fremtidens flyvemaskiner demonstreres. Bl.a. ses verdens tungest armerede bombefly "Valiant" og rekognosceringsmaskinen P3 Delta Wing.

## Medvirkende
- Kong Frederik IX
- Dronning Ingrid